# Heliconia brenneri
Heliconia brenneri es una especie de planta fanerógama perteneciente a la familia Heliconiaceae.

## Distribución yhábitat
Es endémica de Ecuador donde crece a lo largo de la carretera Limón-Indanza. La ampliación de la carretera es una amenaza potencial. Su hábitat natural son las montañas subtropicales o tropicales entre 1000 a 2000 m s. n. m.

## Taxonomía
Heliconia brenneri fue descrita por  Abalo & G.Morales y publicado en Phytologia 52(6): 392–393, f. sn. 1983.
Etimología
Heliconia: nombre genérico que hace referencia a la montaña griega Helicón, lugar sagrado donde se reunían las Musas.
brenneri epíteto otorgado en honor del botánico Mårten Magnus Wilhelm Brenner.